# Никита I (патриарх Константинопольский)
Патриа́рх Никита I (греч. Πατριάρχης Νικήτας Α´) — Архиепископ Константинополя — Нового Рима и Вселенский Патриарх (16 ноября 766 — 6 февраля 780), иконоборец. Из рабов славянского происхождения. Был неграмотным евнухом.

## Биография
Никита был избран патриархом Константинопольским после опалы и ссылки патриарха Константина II. По сообщению Феофана Исповедника:
16 ноября месяца, 5 индиктиона, по указу царя рукоположен в патриархи Константипопольские беззаконно Никита, евнух из славян…Феофан Исповедник. Хронография. л. м. 6258, р. х. 758 (766)
А. В. Карташёв отмечает, что Никита был «безликий и послушный человек».
Вскоре после своего избрания на патриарший престол он участвовал в устроенной императором Константином Компронимом церемонии лишения сана и анафемствования патриарха Константина II, а также приказал соскоблить мозаичные иконописные изображения в патриаршем дворце, вынести из него резные иконы, а фрески замазать.
В 768 году Никита обвенчал сына императора Константина, будущего императора Льва IV с Ириной, которая, став регентом при малолетнем императоре Константине VI, стала инициатором созыва Седьмого Вселенского собора, провозгласившего догмат иконопочитания.
Скончался патриарх Никита 6 февраля 780 года.